# Mannschaftsaufstellungen der Schacholympiade der Frauen 1980
Die Tabellen nennen die Aufstellung der Mannschaften bei der Schacholympiade der Frauen 1980 in Valletta. Die 42 teilnehmenden Nationalmannschaften spielten ein Turnier über 14 Runden im Schweizer System. Zu jedem Team gehörten drei Spielerinnen und maximal eine Ersatzspielerin. Für die Platzierung der Mannschaften waren die Brettpunkte vor der Buchholz-Wertung und den Mannschaftspunkten maßgeblich.

## Mannschaften

### 1. Sowjetunion
| Platz | Land                 | G  | R | V | Brettp. | Mannschaftsp. |
| ----- | -------------------- | -- | - | - | ------- | ------------- |
| 1     | Sowjetunion          | 11 | 2 | 1 | 32,5    | 24            |
| Brett | Spielerin            | G  | R | V | Punkte  | Partien       |
| 1     | Maia Tschiburdanidse | 10 | 3 | 0 | 11,5    | 13            |
| 2     | Nona Gaprindaschwili | 08 | 3 | 1 | 9,5     | 12            |
| 3     | Nana Alexandria      | 03 | 2 | 3 | 4       | 8             |
| R     | Nana Iosseliani      | 06 | 3 | 0 | 7,5     | 9             |

### 2. Ungarn
| Platz | Land                        | G  | R | V | Brettp. | Mannschaftsp. |
| ----- | --------------------------- | -- | - | - | ------- | ------------- |
| 2     | Ungarn                      | 11 | 3 | 0 | 32      | 25            |
| Brett | Spielerin                   | G  | R | V | Punkte  | Partien       |
| 1     | Zsuzsa Verőci-Petronić      | 07 | 6 | 0 | 10      | 13            |
| 2     | Mária Ivánka                | 08 | 6 | 0 | 11      | 14            |
| 3     | Mária Porubszky-Angyalosine | 07 | 2 | 2 | 8       | 11            |
| R     | Tünde Csonkics              | 03 | 0 | 1 | 3       | 4             |

### 3. Polen
| Platz | Land                    | G | R | V | Brettp. | Mannschaftsp. |
| ----- | ----------------------- | - | - | - | ------- | ------------- |
| 3     | Polen                   | 9 | 2 | 3 | 26,5    | 20            |
| Brett | Spielerin               | G | R | V | Punkte  | Partien       |
| 1     | Hanna Ereńska-Radzewska | 8 | 2 | 3 | 9       | 13            |
| 2     | Grażyna Szmacińska      | 2 | 2 | 3 | 3       | 7             |
| 3     | Małgorzata Wiese        | 5 | 3 | 3 | 6,5     | 11            |
| R     | Agnieszka Brustman      | 6 | 4 | 1 | 8       | 11            |

### 4. Rumänien
| Platz | Land                   | G | R | V | Brettp. | Mannschaftsp. |
| ----- | ---------------------- | - | - | - | ------- | ------------- |
| 4     | Rumänien               | 6 | 6 | 1 | 26      | 20            |
| Brett | Spielerin              | G | R | V | Punkte  | Partien       |
| 1     | Elisabeta Polihroniade | 5 | 5 | 2 | 7,5     | 11            |
| 2     | Gertrude Baumstark     | 2 | 1 | 4 | 2,5     | 7             |
| 3     | Daniela Nuțu           | 6 | 3 | 1 | 7,5     | 10            |
| R     | Margareta Mureșan      | 5 | 4 | 1 | 7       | 10            |

Rumänien erhielt in der ersten Runde ein Freilos, welches mit 2 Mannschafts- und 1,5 Brettpunkten bewertet wurde.

### 5. Deutschland
| Platz | Land             | G | R | V | Brettp. | Mannschaftsp. |
| ----- | ---------------- | - | - | - | ------- | ------------- |
| 5     | BR Deutschland   | 8 | 2 | 4 | 24      | 18            |
| Brett | Spielerin        | G | R | V | Punkte  | Partien       |
| 1     | Gisela Fischdick | 6 | 3 | 5 | 7,5     | 14            |
| 2     | Barbara Hund     | 8 | 2 | 3 | 9       | 13            |
| 3     | Anni Laakmann    | 4 | 3 | 2 | 5,5     | 9             |
| R     | Isabel Hund      | 1 | 2 | 3 | 2       | 6             |

### 6. China
| Platz | Land                | G | R | V | Brettp. | Mannschaftsp. |
| ----- | ------------------- | - | - | - | ------- | ------------- |
| 6     | Volksrepublik China | 5 | 5 | 4 | 24      | 15            |
| Brett | Spielerin           | G | R | V | Punkte  | Partien       |
| 1     | Liu Shilan          | 6 | 5 | 3 | 8,5     | 14            |
| 2     | Wu Mingqian         | 5 | 5 | 4 | 7,5     | 14            |
| 3     | An Yangfeng         | 5 | 6 | 3 | 8       | 14            |

### 7. Israel
| Platz | Land                 | G | R | V | Brettp. | Mannschaftsp. |
| ----- | -------------------- | - | - | - | ------- | ------------- |
| 7     | Israel               | 5 | 6 | 3 | 23,5    | 16            |
| Brett | Spielerin            | G | R | V | Punkte  | Partien       |
| 1     | Lena Glaz            | 3 | 5 | 5 | 5,5     | 13            |
| 2     | Luba Kristol         | 5 | 6 | 2 | 8       | 13            |
| 3     | Olga Podraschanskaja | 2 | 3 | 2 | 3,5     | 7             |
| R     | Lea Nudelman         | 4 | 5 | 0 | 6,5     | 9             |

### 8. Jugoslawien
| Platz | Land                | G | R | V | Brettp. | Mannschaftsp. |
| ----- | ------------------- | - | - | - | ------- | ------------- |
| 8     | Jugoslawien         | 6 | 3 | 5 | 23,5    | 15            |
| Brett | Spielerin           | G | R | V | Punkte  | Partien       |
| 1     | Gordana Marković    | 4 | 4 | 5 | 6       | 13            |
| 2     | Antonina Dragašević | 3 | 6 | 3 | 6       | 12            |
| 3     | Tereza Štadler      | 6 | 0 | 3 | 6       | 9             |
| R     | Olivera Prokopović  | 4 | 3 | 1 | 5,5     | 8             |

### 9. Bulgarien
| Platz | Land                 | G | R | V | Brettp. | Mannschaftsp. |
| ----- | -------------------- | - | - | - | ------- | ------------- |
| 9     | Bulgarien            | 6 | 5 | 3 | 23      | 17            |
| Brett | Spielerin            | G | R | V | Punkte  | Partien       |
| 1     | Tatjana Lematschko   | 6 | 3 | 5 | 7,5     | 14            |
| 2     | Rumjana Bojadschiewa | 6 | 1 | 4 | 6,5     | 11            |
| 3     | Margarita Wojska     | 4 | 4 | 3 | 6       | 11            |
| R     | Pawlina Angelowa     | 1 | 4 | 1 | 3       | 6             |

### 10. Brasilien
| Platz | Land                    | G | R | V | Brettp. | Mannschaftsp. |
| ----- | ----------------------- | - | - | - | ------- | ------------- |
| 10    | Brasilien               | 8 | 2 | 4 | 23      | 18            |
| Brett | Spielerin               | G | R | V | Punkte  | Partien       |
| 1     | Ligia de Abreu Carvalho | 4 | 5 | 3 | 6,5     | 12            |
| 2     | Jussara Chaves          | 4 | 4 | 4 | 6       | 12            |
| 3     | Ruth Volgl Cardoso      | 3 | 7 | 1 | 6,5     | 11            |
| R     | Marcia Longo            | 3 | 2 | 2 | 4       | 7             |

### 11. Spanien
| Platz | Land                         | G | R | V | Brettp. | Mannschaftsp. |
| ----- | ---------------------------- | - | - | - | ------- | ------------- |
| 11    | Spanien                      | 5 | 4 | 5 | 22,5    | 14            |
| Brett | Spielerin                    | G | R | V | Punkte  | Partien       |
| 1     | Nieves García Vicente        | 5 | 4 | 4 | 7       | 13            |
| 2     | Pepita Ferrer Lucas          | 3 | 4 | 4 | 5       | 11            |
| 3     | María del Pino García Padron | 6 | 2 | 3 | 7       | 11            |
| R     | María Luisa Cuevas Rodríguez | 3 | 1 | 3 | 3,5     | 7             |

### 12. Argentinien
| Platz | Land           | G | R | V | Brettp. | Mannschaftsp. |
| ----- | -------------- | - | - | - | ------- | ------------- |
| 12    | Argentinien    | 8 | 2 | 4 | 22,5    | 18            |
| Brett | Spielerin      | G | R | V | Punkte  | Partien       |
| 1     | Edith Soppe    | 4 | 9 | 0 | 8,5     | 13            |
| 2     | Julia Arias    | 3 | 4 | 5 | 5       | 12            |
| 3     | Virginia Justo | 4 | 2 | 3 | 5       | 9             |
| R     | Alicia Vázquez | 2 | 4 | 2 | 4       | 8             |

### 13. USA
| Platz | Land               | G | R | V | Brettp. | Mannschaftsp. |
| ----- | ------------------ | - | - | - | ------- | ------------- |
| 13    | Vereinigte Staaten | 6 | 3 | 5 | 22      | 15            |
| Brett | Spielerin          | G | R | V | Punkte  | Partien       |
| 1     | Diane Savereide    | 4 | 3 | 5 | 5,5     | 12            |
| 2     | Rachel Crotto      | 4 | 3 | 4 | 5,5     | 11            |
| 3     | Ruth Haring        | 5 | 5 | 2 | 7,5     | 12            |
| R     | Vera Frenkel       | 3 | 1 | 3 | 3,5     | 7             |

### 14. England
| Platz | Land            | G | R | V | Brettp. | Mannschaftsp. |
| ----- | --------------- | - | - | - | ------- | ------------- |
| 14    | England         | 4 | 5 | 5 | 22      | 13            |
| Brett | Spielerin       | G | R | V | Punkte  | Partien       |
| 1     | Jana Miles      | 6 | 3 | 3 | 7,5     | 12            |
| 2     | Sheila Jackson  | 5 | 4 | 3 | 7       | 12            |
| 3     | Susan Caldwell  | 5 | 2 | 4 | 6       | 11            |
| R     | Clare Whitehead | 1 | 1 | 5 | 1,5     | 7             |

### 15. Frankreich
| Platz | Land               | G | R | V | Brettp. | Mannschaftsp. |
| ----- | ------------------ | - | - | - | ------- | ------------- |
| 15    | Frankreich         | 6 | 2 | 6 | 22      | 14            |
| Brett | Spielerin          | G | R | V | Punkte  | Partien       |
| 1     | Milinka Merlini    | 5 | 2 | 5 | 6       | 12            |
| 2     | Monique Ruck-Petit | 3 | 2 | 5 | 4       | 10            |
| 3     | Schall             | 6 | 2 | 3 | 7       | 11            |
| R     | Josiane Legendre   | 4 | 2 | 3 | 5       | 9             |

### 16. Australien
| Platz | Land                | G | R | V | Brettp. | Mannschaftsp. |
| ----- | ------------------- | - | - | - | ------- | ------------- |
| 16    | Australien          | 5 | 2 | 7 | 22      | 12            |
| Brett | Spielerin           | G | R | V | Punkte  | Partien       |
| 1     | Marion Mott-McGrath | 2 | 6 | 3 | 5       | 11            |
| 2     | Irene Hawkesworth   | 5 | 2 | 4 | 6       | 11            |
| 3     | Anne Slavotinek     | 4 | 2 | 4 | 5       | 10            |
| R     | Anne Martin         | 5 | 2 | 3 | 6       | 10            |

### 17. Niederlande
| Platz | Land                 | G | R | V | Brettp. | Mannschaftsp. |
| ----- | -------------------- | - | - | - | ------- | ------------- |
| 17    | Niederlande          | 6 | 2 | 6 | 21,5    | 14            |
| Brett | Spielerin            | G | R | V | Punkte  | Partien       |
| 1     | Corry Vreeken        | 4 | 4 | 3 | 6       | 11            |
| 2     | Erika Belle          | 4 | 3 | 3 | 5,5     | 10            |
| 3     | Hanneke van Parreren | 2 | 3 | 5 | 3,5     | 10            |
| R     | Carla Bruinenberg    | 4 | 5 | 2 | 6,5     | 11            |

### 18. Kolumbien
| Platz | Land                       | G | R | V | Brettp. | Mannschaftsp. |
| ----- | -------------------------- | - | - | - | ------- | ------------- |
| 18    | Kolumbien                  | 6 | 2 | 6 | 21,5    | 14            |
| Brett | Spielerin                  | G | R | V | Punkte  | Partien       |
| 1     | Ilse Guggenberger          | 6 | 1 | 5 | 6,5     | 12            |
| 2     | Teresa Leyva               | 3 | 3 | 4 | 4,5     | 10            |
| 3     | Gloria Ines Maya de Alzate | 4 | 1 | 5 | 4,5     | 10            |
| R     | Rosalba Patiño             | 5 | 2 | 3 | 6       | 10            |

### 19. Kanada
| Platz | Land             | G | R | V | Brettp. | Mannschaftsp. |
| ----- | ---------------- | - | - | - | ------- | ------------- |
| 19    | Kanada           | 5 | 5 | 4 | 21,5    | 15            |
| Brett | Spielerin        | G | R | V | Punkte  | Partien       |
| 1     | Nava Shterenberg | 5 | 5 | 1 | 7,5     | 11            |
| 2     | Céline Roos      | 5 | 3 | 4 | 6,5     | 12            |
| 3     | Urmila Das       | 3 | 3 | 4 | 4,5     | 10            |
| R     | Angela Day       | 2 | 2 | 5 | 3       | 9             |

### 20. Italien
| Platz | Land                | G | R | V | Brettp. | Mannschaftsp. |
| ----- | ------------------- | - | - | - | ------- | ------------- |
| 20    | Italien             | 6 | 3 | 5 | 21,5    | 15            |
| Brett | Spielerin           | G | R | V | Punkte  | Partien       |
| 1     | Barbara Pernici     | 4 | 7 | 1 | 7,5     | 12            |
| 2     | Rita Gramignani     | 3 | 2 | 3 | 4       | 8             |
| 3     | Anna Merciai        | 3 | 2 | 6 | 4       | 11            |
| R     | Annamaria Deghenghi | 4 | 4 | 3 | 6       | 11            |

### 21. Schweden
| Platz | Land                        | G | R | V | Brettp. | Mannschaftsp. |
| ----- | --------------------------- | - | - | - | ------- | ------------- |
| 21    | Schweden                    | 6 | 2 | 6 | 21,5    | 14            |
| Brett | Spielerin                   | G | R | V | Punkte  | Partien       |
| 1     | Borislava Borisova-Ornstein | 5 | 4 | 2 | 7       | 11            |
| 2     | Margaretha Aatolainen       | 4 | 4 | 3 | 6       | 11            |
| 3     | Christina Nyberg            | 6 | 2 | 3 | 7       | 11            |
| R     | Lena Samuelsson             | 0 | 3 | 6 | 1,5     | 9             |

### 22. Island
| Platz | Land                      | G | R | V | Brettp. | Mannschaftsp. |
| ----- | ------------------------- | - | - | - | ------- | ------------- |
| 22    | Island                    | 6 | 3 | 5 | 21,5    | 15            |
| Brett | Spielerin                 | G | R | V | Punkte  | Partien       |
| 1     | Áslaug Kristinsdóttir     | 3 | 6 | 4 | 6       | 13            |
| 2     | Ólöf Þráinsdóttir         | 6 | 2 | 4 | 7       | 12            |
| 3     | Sigurlaug Friðþjófsdóttir | 3 | 5 | 3 | 5,5     | 11            |
| R     | Birna Norðdahl            | 1 | 4 | 1 | 3       | 6             |

### 23. Dominikanische Republik
| Platz | Land                    | G | R | V | Brettp. | Mannschaftsp. |
| ----- | ----------------------- | - | - | - | ------- | ------------- |
| 23    | Dominikanische Republik | 6 | 3 | 5 | 21,5    | 15            |
| Brett | Spielerin               | G | R | V | Punkte  | Partien       |
| 1     | Ana Esther García       | 4 | 3 | 7 | 5,5     | 14            |
| 2     | Alba Rosa Mariano       | 6 | 5 | 3 | 8,5     | 14            |
| 3     | Cuevas                  | 6 | 3 | 5 | 7,5     | 14            |

### 24. Griechenland
| Platz | Land            | G | R | V | Brettp. | Mannschaftsp. |
| ----- | --------------- | - | - | - | ------- | ------------- |
| 24    | Griechenland    | 5 | 2 | 6 | 21,5    | 14            |
| Brett | Spielerin       | G | R | V | Punkte  | Partien       |
| 1     | Artemis Fouriki | 3 | 3 | 4 | 4,5     | 10            |
| 2     | A. Efremoglou   | 1 | 3 | 4 | 2,5     | 8             |
| 3     | Maria Petraki   | 5 | 1 | 4 | 5,5     | 10            |
| R     | K. Mihailidou   | 6 | 3 | 2 | 7,5     | 11            |

Griechenland war in der 6. Runde spielfrei und erhielt dafür 2 Mannschafts- und 1,5 Brettpunkte.

### 25. Indien
| Platz | Land                      | G | R | V | Brettp. | Mannschaftsp. |
| ----- | ------------------------- | - | - | - | ------- | ------------- |
| 25    | Indien                    | 6 | 3 | 5 | 21      | 15            |
| Brett | Spielerin                 | G | R | V | Punkte  | Partien       |
| 1     | Jayshree Khadilkar        | 3 | 5 | 6 | 5,5     | 14            |
| 2     | Rohini Khadilkar          | 7 | 3 | 4 | 8,5     | 14            |
| 3     | Vasanti Khadilkar         | 3 | 7 | 3 | 6,5     | 13            |
| R     | Bhagyashree Sathe Thipsay | 0 | 1 | 0 | 0,5     | 1             |

### 26. Irland
| Platz | Land               | G | R | V | Brettp. | Mannschaftsp. |
| ----- | ------------------ | - | - | - | ------- | ------------- |
| 26    | Irland             | 5 | 4 | 5 | 21      | 14            |
| Brett | Spielerin          | G | R | V | Punkte  | Partien       |
| 1     | April Cronin       | 6 | 4 | 2 | 8       | 12            |
| 2     | Ann Teresa Delaney | 4 | 3 | 4 | 5,5     | 11            |
| 3     | Máiréad O’Siochrú  | 1 | 3 | 6 | 2,5     | 10            |
| R     | Suzanne Connolly   | 4 | 2 | 3 | 5       | 9             |

### 27. Wales
| Platz | Land          | G | R | V | Brettp. | Mannschaftsp. |
| ----- | ------------- | - | - | - | ------- | ------------- |
| 27    | Wales         | 6 | 4 | 4 | 21      | 14            |
| Brett | Spielerin     | G | R | V | Punkte  | Partien       |
| 1     | Jane Garwell  | 7 | 2 | 4 | 8       | 13            |
| 2     | Deborah Evans | 7 | 0 | 5 | 7       | 12            |
| 3     | Diane James   | 1 | 5 | 3 | 3,5     | 9             |
| R     | Hazel Brunker | 2 | 1 | 5 | 2,5     | 8             |

### 28. Schottland
| Platz | Land            | G | R | V | Brettp. | Mannschaftsp. |
| ----- | --------------- | - | - | - | ------- | ------------- |
| 28    | Schottland      | 4 | 4 | 6 | 20,5    | 12            |
| Brett | Spielerin       | G | R | V | Punkte  | Partien       |
| 1     | Kathleen Hindle | 3 | 4 | 5 | 5       | 12            |
| 2     | Nancy Elder     | 3 | 5 | 4 | 5,5     | 12            |
| 3     | Rosie Jackson   | 3 | 6 | 1 | 6       | 10            |
| R     | Lynne Houstoun  | 2 | 4 | 2 | 4       | 8             |

### 29. Neuseeland
| Platz | Land              | G | R | V | Brettp. | Mannschaftsp. |
| ----- | ----------------- | - | - | - | ------- | ------------- |
| 29    | Neuseeland        | 7 | 0 | 7 | 20,5    | 14            |
| Brett | Spielerin         | G | R | V | Punkte  | Partien       |
| 1     | Fenella Foster    | 6 | 2 | 4 | 7       | 12            |
| 2     | Winsome Stretch   | 4 | 2 | 6 | 5       | 12            |
| 3     | Darryl Brightwell | 3 | 2 | 5 | 4       | 10            |
| R     | Anne Flower       | 3 | 3 | 2 | 4,5     | 8             |

### 30. Dänemark
| Platz | Land          | G | R | V | Brettp. | Mannschaftsp. |
| ----- | ------------- | - | - | - | ------- | ------------- |
| 30    | Dänemark      | 3 | 5 | 6 | 20      | 11            |
| Brett | Spielerin     | G | R | V | Punkte  | Partien       |
| 1     | Else Thygesen | 5 | 4 | 2 | 7       | 11            |
| 2     | Merete Haahr  | 4 | 2 | 4 | 5       | 10            |
| 3     | Tine Berg     | 2 | 7 | 2 | 5,5     | 11            |
| R     | Ingrid Larsen | 1 | 3 | 6 | 2,5     | 10            |

### 31. Schweiz
| Platz | Land               | G | R | V | Brettp. | Mannschaftsp. |
| ----- | ------------------ | - | - | - | ------- | ------------- |
| 31    | Schweiz            | 6 | 1 | 7 | 20      | 13            |
| Brett | Spielerin          | G | R | V | Punkte  | Partien       |
| 1     | Vanda Veprek       | 4 | 5 | 3 | 6,5     | 12            |
| 2     | Christa Bürgin     | 3 | 3 | 5 | 4,5     | 11            |
| 3     | Silvia Schladetzky | 6 | 1 | 4 | 6,5     | 11            |
| R     | Meyer              | 1 | 3 | 4 | 2,5     | 8             |

### 32. Mexiko
| Platz | Land                   | G | R | V | Brettp. | Mannschaftsp. |
| ----- | ---------------------- | - | - | - | ------- | ------------- |
| 32    | Mexiko                 | 6 | 0 | 8 | 20      | 12            |
| Brett | Spielerin              | G | R | V | Punkte  | Partien       |
| 1     | Aida Camps de Ocampo   | 6 | 1 | 7 | 6,5     | 14            |
| 2     | Tayde Salazar          | 4 | 2 | 8 | 5       | 14            |
| 3     | Rosalinda Escondrillas | 5 | 7 | 2 | 8,5     | 14            |

### 33. Österreich
| Platz | Land               | G | R | V | Brettp. | Mannschaftsp. |
| ----- | ------------------ | - | - | - | ------- | ------------- |
| 33    | Österreich         | 4 | 4 | 6 | 19,5    | 12            |
| Brett | Spielerin          | G | R | V | Punkte  | Partien       |
| 1     | Margit Hennings    | 5 | 3 | 4 | 6,5     | 12            |
| 2     | Alfreda Hausner    | 1 | 8 | 3 | 5       | 12            |
| 3     | Wilma Samt         | 4 | 4 | 3 | 6       | 11            |
| R     | Ingeborg Kattinger | 1 | 2 | 4 | 2       | 7             |

### 34. Finnland
| Platz | Land                | G | R | V | Brettp. | Mannschaftsp. |
| ----- | ------------------- | - | - | - | ------- | ------------- |
| 34    | Finnland            | 4 | 2 | 8 | 19,5    | 10            |
| Brett | Spielerin           | G | R | V | Punkte  | Partien       |
| 1     | Sirkka-Liisa Landry | 5 | 4 | 2 | 7       | 11            |
| 2     | Marjatta Palasto    | 4 | 1 | 6 | 4,5     | 11            |
| 3     | Leena Laitinen      | 3 | 2 | 5 | 4       | 10            |
| R     | Pirkko Pihlajamäki  | 2 | 4 | 4 | 4       | 10            |

### 35. Ägypten
| Platz | Land                 | G | R | V | Brettp. | Mannschaftsp. |
| ----- | -------------------- | - | - | - | ------- | ------------- |
| 35    | Ägypten              | 6 | 1 | 7 | 19,5    | 13            |
| Brett | Spielerin            | G | R | V | Punkte  | Partien       |
| 1     | Faridah Basta Sohair | 7 | 2 | 5 | 8       | 14            |
| 2     | Izmael               | 2 | 1 | 6 | 2,5     | 9             |
| 3     | A. Samy Maha         | 6 | 1 | 5 | 6,5     | 12            |
| R     | Hala Ibrahim         | 2 | 1 | 4 | 2,5     | 7             |

### 36. Japan
| Platz | Land            | G | R | V  | Brettp. | Mannschaftsp. |
| ----- | --------------- | - | - | -- | ------- | ------------- |
| 36    | Japan           | 5 | 2 | 07 | 19      | 12            |
| Brett | Spielerin       | G | R | V  | Punkte  | Partien       |
| 1     | Naoko Takahashi | 3 | 1 | 10 | 3,5     | 14            |
| 2     | Miyoko Watai    | 6 | 3 | 05 | 7,5     | 14            |
| 3     | Emiko Nakagawa  | 5 | 6 | 03 | 8       | 14            |

### 37. Belgien
| Platz | Land               | G | R | V | Brettp. | Mannschaftsp. |
| ----- | ------------------ | - | - | - | ------- | ------------- |
| 37    | Belgien            | 5 | 2 | 6 | 19      | 14            |
| Brett | Spielerin          | G | R | V | Punkte  | Partien       |
| 1     | Annie Careme       | 3 | 0 | 7 | 3       | 10            |
| 2     | Brenda Decorte     | 1 | 6 | 3 | 4       | 10            |
| 3     | Martina Schumacher | 4 | 2 | 4 | 5       | 10            |
| R     | Alice Loo          | 4 | 3 | 2 | 5,5     | 9             |

Die Mannschaft erhielt in der siebenten Runde ein Freilos, welches mit 2 Mannschafts- und 1,5 Brettpunkten bewertet wurde.

### 38. Malta
| Platz | Land              | G | R | V | Brettp. | Mannschaftsp. |
| ----- | ----------------- | - | - | - | ------- | ------------- |
| 38    | Malta             | 4 | 0 | 9 | 15      | 10            |
| Brett | Spielerin         | G | R | V | Punkte  | Partien       |
| 1     | Grech-Sollars     | 3 | 4 | 6 | 5       | 13            |
| 2     | Marilyn Sciortino | 4 | 2 | 7 | 5       | 13            |
| 3     | Lentini           | 2 | 3 | 6 | 3,5     | 11            |
| R     | Nathalie Fiott    | 0 | 0 | 2 | 0       | 2             |

Die Mannschaft erhielt in der dritten Runde ein Freilos, welches mit 2 Mannschafts- und 1,5 Brettpunkten bewertet wurde.

### 39. Puerto Rico
| Platz | Land                         | G | R | V | Brettp. | Mannschaftsp. |
| ----- | ---------------------------- | - | - | - | ------- | ------------- |
| 39    | Puerto Rico                  | 2 | 2 | 9 | 14,5    | 8             |
| Brett | Spielerin                    | G | R | V | Punkte  | Partien       |
| 1     | Ruth Rodríguez Ramírez       | 4 | 2 | 6 | 5       | 12            |
| 2     | Tamara Irizarry Adequin      | 2 | 1 | 8 | 2,5     | 11            |
| 3     | Madeline Latorre Vélez       | 2 | 2 | 7 | 3       | 11            |
| R     | Joyce Lee Martorell Martínez | 2 | 1 | 2 | 2,5     | 5             |

Die Mannschaft erhielt in der fünften Runde ein Freilos, welches mit 2 Mannschafts- und 1,5 Brettpunkten bewertet wurde.

### 40. Vereinigte Arabische Emirate
| Platz | Land                         | G | R | V  | Brettp. | Mannschaftsp. |
| ----- | ---------------------------- | - | - | -- | ------- | ------------- |
| 40    | Vereinigte Arabische Emirate | 3 | 0 | 10 | 13,5    | 8             |
| Brett | Spielerin                    | G | R | V  | Punkte  | Partien       |
| 1     | Samira Ahmad                 | 2 | 0 | 09 | 2       | 11            |
| 2     | N. Saleh                     | 3 | 4 | 06 | 5       | 13            |
| 3     | Amal Karim                   | 4 | 0 | 07 | 4       | 11            |
| R     | Amina Hassan                 | 1 | 0 | 03 | 1       | 4             |

Die Mannschaft erhielt in der zweiten Runde ein Freilos, welches mit 2 Mannschafts- und 1,5 Brettpunkten bewertet wurde.

### 41. Amerikanische Jungferninseln
| Platz | Land                         | G | R | V  | Brettp. | Mannschaftsp. |
| ----- | ---------------------------- | - | - | -- | ------- | ------------- |
| 41    | Amerikanische Jungferninseln | 1 | 0 | 12 | 4       | 4             |
| Brett | Spielerin                    | G | R | V  | Punkte  | Partien       |
| 1     | Gail Widmer                  | 1 | 0 | 12 | 1       | 13            |
| 2     | Linda Anne Quenzel           | 0 | 0 | 13 | 0       | 13            |
| 3     | Susan Grumer                 | 1 | 1 | 11 | 1,5     | 13            |

Die Mannschaft erhielt in der vierten Runde ein Freilos, welches mit 2 Mannschafts- und 1,5 Brettpunkten bewertet wurde.

### 42. Nigeria
| Platz | Land          | G | R | V | Brettp. | Mannschaftsp. |
| ----- | ------------- | - | - | - | ------- | ------------- |
| 42    | Nigeria       | 0 | 0 | 7 | 1       | 0             |
| Brett | Spielerin     | G | R | V | Punkte  | Partien       |
| 1     | Ekaote Isong  | 0 | 0 | 7 | 0       | 7             |
| 2     | Toyin Olusola | 1 | 0 | 6 | 1       | 7             |

Die Nigerianerinnen nahmen das Turnier erst zur achten Runde auf und absolvierten also nur sieben Wettkämpfe. Es waren nur zwei Spielerinnen anwesend, Brett 3 wurde jeweils kampflos abgegeben.